# Nõmme Kalju Football Club 2017
Questa voce raccoglie le informazioni riguardanti il Nõmme Kalju Football Club nelle competizioni ufficiali della stagione 2017.

## Stagione
- In campionato il Kalju Nõmme termina al terzo posto (78 punti) dietro al Flora Tallinn (90) e al Levadia Tallinn (84).
- In coppa nazionale viene eliminato ai quarti di finale dal Levadia Tallinn (0-1).
- In Europa League supera il primo turno battendo i faroesi del B36 Tórshavn (4-2 complessivo), poi viene eliminato al secondo turno dagli ungheresi del Videoton (1-4 complessivo).

## Maglie e sponsor
La divisa casalinga era composta da una maglia nera con rifiniture bianche, pantaloncini neri e calzettoni neri. Quella da trasferta era invece composta da una maglia bianca con rifiniture nere, pantaloncini bianchi e calzettoni bianchi.
| Casa | Trasferta |

## Rosa
| N. |                    | Ruolo | Calciatore              |
| -- | ------------------ | ----- | ----------------------- |
| 1  | Estonia (bandiera) | P     | Vitali Teleš (capitano) |
| 3  | Estonia (bandiera) | D     | Henrik Pürg             |
| 5  | Italia (bandiera)  | D     | Maximiliano Uggè        |
| 6  | Estonia (bandiera) | D     | Deniss Tjapkin          |
| 7  | Francia (bandiera) | C     | Réginald Mbu Alidor     |
| 8  | Estonia (bandiera) | A     | Artjom Dmitrijev        |
| 9  | Estonia (bandiera) | C     | Nikolai Mašitšev        |
| 10 | Estonia (bandiera) | C     | Janar Toomet            |
| 11 | Brasile (bandiera) | A     | Liliu                   |
| 14 | Russia (bandiera)  | A     | Artur Valikaev          |
| 15 | Estonia (bandiera) | C     | Igor Subbotin           |

| N. |                    | Ruolo | Calciatore        |
| -- | ------------------ | ----- | ----------------- |
| 16 | Estonia (bandiera) | A     | Jevgeni Demidov   |
| 17 | Estonia (bandiera) | A     | Robert Kirss      |
| 19 | Estonia (bandiera) | C     | Vlasiy Sinyavskiy |
| 20 | Brasile (bandiera) | A     | Geovane           |
| 21 | Estonia (bandiera) | C     | Peeter Klein      |
| 22 | Estonia (bandiera) | A     | Trevor Elhi       |
| 32 | Estonia (bandiera) | D     | Andrei Sidorenkov |
| 33 | Estonia (bandiera) | C     | Karl Mööl         |
| 69 | Estonia (bandiera) | P     | Henri Perk        |
| 96 | Estonia (bandiera) | P     | Pavel Londak      |
| 99 | Estonia (bandiera) | A     | Tarmo Neemelo     |